# TTV Avanti
TTV Avanti is een Nederlandse tafeltennisclub uit Hazerswoude-Dorp die officieel bestaat sinds 1961.

## Historie
Avanti was met name in de jaren 80 een van de betere clubs in Nederland. In die tijd werden zowel het mannen- als vrouwenteam een keer landskampioen en wonnen de vrouwen zowel de Europa Cup I (ofwel European Club Cup of Champions) als de Europa Cup II (ofwel ETTU Cup). Hiervoor was beide keren een team bestaand uit Bettine Vriesekoop, Mirjam Hooman-Kloppenburg en Ellen Bakker verantwoordelijk. De mannen vierden in 1991 het winnen van de nationale beker, met onder meer Trinko Keen in de gelederen.
Avanti nam in de vroege jaren 90 een stapje terug wat betreft sportieve ambities. Het eerste mannenteam bereikte in 2001 nog wel een keer de eredivisie, maar degradeerde daar direct weer uit.

## Erelijst
- European Club Cup of Champions vrouwen 1987
- ETTU Cup vrouwen 1986
- Landskampioen mannen 1987
- Landskampioen vrouwen 1986
- Nationale beker mannen 1991
- Landskampioen meisjes 1971, 1975, 1978, 1981, 2010
- Landskampioen jongens 1982, 1989, 2024

## Selectiespelers
Onder meer de volgende spelers speelden minimaal 1 seizoen voor Avanti in de eredivisie:
Mannen:
| - Gerard Bakker jr. - Vincent Blom - Michel de Boer (1x NK) - Leon van Boven - Merijn de Bruin - Fasile Florea - Simon Goessens - Steffen Greup - Martin Groenewold - Tim van Steenbergen | - Robert de Groot - Frank Hollak - Trinko Keen (6x NK) - Tibor Kreisz - Theo Louwers - Marian Lukov - Patrick van Meverden - Casper Mol - Ronald Peeters | - Andrasz Podpinka - Ronald Rijsdorp - Rob Turk - Jaap Schilperoort - John van Strien - Chen Sung - Edwin Vente - Ronald Vijverberg - Chanyue Benjamin Xu |

Vrouwen:
| - José Bakker - Ellen Bakker - Mirjam Kloppenburg (2x NK) - Brigitte Kooter | - Jolanda Noordam - Marianne Spierenburg - Claudia Verschoor | - Bettine Vriesekoop (14x NK) - Yang Ying - Els Vreeburg |

- NK = Nederlands Kampioen enkelspel